# Frederic Rzewski

Frederic Rzewski

Frederic Anthony Rzewski (* 13. April 1938 in Westfield, Massachusetts; † 26. Juni 2021 in Magliano in Toscana, Italien) war ein US-amerikanischer Komponist und Pianist.

## Leben und Werk
Frederic Rzewski studierte in Harvard und an der Princeton University bei Lehrern wie Randall Thompson, Roger Sessions, Walter Piston und Milton Babbitt. 1960 ging er nach Italien. Die Reise war bestimmend für seinen musikalischen Stil. Er studierte dort 1960 bei Luigi Dallapiccola und begann eine Karriere als Pianist zeitgenössischer Musik. Einige Jahre später gründete er mit Alvin Curran und Richard Teitelbaum die Gruppe Musica Elettronica Viva. Kennzeichnend für ihre Musik waren improvisatorische Elemente und der Einsatz live-elektronischer Instrumente. Im Jahr 1971 kehrte Rzewski nach New York zurück. 1977 erhielt er eine Professur für Komposition am Konservatorium in Lüttich und wirkte dort bis zu seiner Emeritierung im Jahre 2003. Er lehrte auch an anderen Hochschulen (z. B. Yale University, Mills College, California Institute of the Arts, University of California, Hochschule der Künste Berlin, University of Cincinnati, State University of New York at Buffalo, Hochschule für Musik Karlsruhe und in Den Haag).
Viele Kompositionen Rzewskis haben einen politischen Bezug, außerdem enthalten sie oft improvisatorische Elemente. Coming Together beruht auf einem Brief von Sam Melville (geschrieben am 16. Mai 1970 „an einen lieben Bruder“), der zur Zeit der dortigen Gefangenenaufstände im Jahr 1971 in der Attica Correctional Facility einsaß. Das Stück enthält eindrucksvolle Improvisationspassagen (u. a. mit Karl Berger und Garrett List). Rzewskis Klavierwerk The People United Will Never Be Defeated! (Das vereinigte  Volk wird niemals besiegt werden!) aus dem Jahr 1975 besteht aus 36 Variationen über das Kampflied El pueblo unido jamás será vencido von Sergio Ortega. In den 1980er Jahren kehrte Rzewski zu herkömmlichen Partituren und einer auch auf seriellen Techniken beruhenden Kompositionsweise zurück.
Er war auch als Interpret zeitgenössischer Musik bekannt (u. a. mit Steve Lacy und Irène Aebi).
Ab 2009 war er Mitglied der American Academy of Arts and Letters und ab 2014 der Akademie der Künste Berlin. Bei den Weltmusiktagen der International Society for Contemporary Music (ISCM World Music Days) wirkte er 1981 und 1983 als Juror.